# Thomson Destiny
Celestyal Olympia est un paquebot lancé en 1982 sous le nom de Song of America pour la Royal Caribbean Cruise Line. Il a été renommé Sunbird en 1999, puis Thomson Destiny en 2005. Il est actuellement affrété par la compagnie Celestyal Cruises.

## Histoire
Le navire est détruit à Alang en 2025 sous le nom de Fortu.